# Djurgårdens IF Fotboll 1965
Djurgårdens IF Fotboll, spelade i allsvenskan 1965, med ett hemmasnitt på 9424 åskådare. Djurgården fick en mittensäsong (Guld 1964 och 1966), man slutade på en 8:e plats. 
Bäste målskytt blev Hans Nilsson och Kay Wiestål med 10 mål vardera.